# سلامت مردان

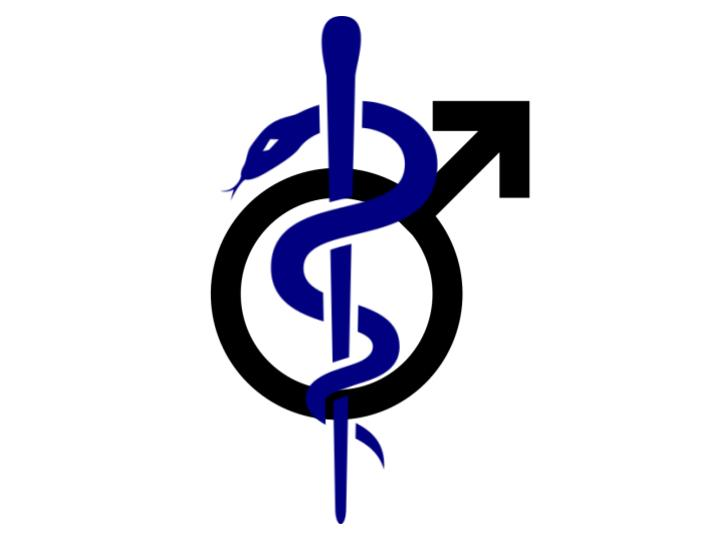
نمادی که اشاره به سلامت مردان دارد

سلامت مردان (به انگلیسی:Men's health) حالتی از رفاه کامل جسمی، روانی و اجتماعی است که مردان تجربه می‌کنند و صرفاً اشاره به عدم وجود بیماری در آنان ندارد. تفاوت در سلامت مردان در مقایسه با زنان را می‌توان به عوامل زیستی، عوامل رفتاری و عوامل اجتماعی (مثلاً عوامل شغلی) نسبت داد.
سلامت مردان اغلب به عوامل زیستی مانند دستگاه تولیدمثل در مردان یا شرایط ناشی از هورمون‌های خاص در مردان مربوط می‌شود. برخی از شرایطی که هردو جنس را تحت تأثیر قرار می‌دهند، مانند سرطان و آسیب، در مردان متفاوت ظاهر می‌شوند. برخی از بیماری‌هایی که هر دو جنس را تحت تأثیر قرار می‌دهند، از نظر آماری در مردان شایع تر است. از نظر عوامل رفتاری، مردان بیشتر احتمال دارد که انتخاب‌های ناسالم یا پرخطر داشته باشند و کمتر به دنبال مراقبت‌های پزشکی خواهند بود.
مردان ممکن است با مسائلی مواجه شوند که مستقیماً به بیولوژی آنها مرتبط نیست. دسترسی متفاوت جنسیتی به درمان پزشکی و سایر عوامل اجتماعی-اقتصادی نمونه‌ای از این مسائل هستند. در خارج از آفریقای جنوب صحرا، مردان بیشتر در معرض خطر ابتلا به ایدز هستند. این پدیده با فعالیت جنسی ناامن، که اغلب بدون رضایت می‌باشد، مرتبط است.

## تعریف
سلامت مردان به وضعیت رفاه جسمی، روانی و اجتماعی مردان گفته می‌شود و طیف وسیعی از مسائل را در بر می‌گیرد که مختص مردان است یا مردان را به گونه ای متفاوت از زنان تحت تأثیر قرار می‌دهد. سلامت مردان می‌تواند شامل مسائل مربوط به سلامت باروری، سلامت جنسی، سلامت قلب و عروق، سلامت روان و پیشگیری و درمان سرطان باشد. سلامت مردان همچنین شامل عوامل مربوط به سبک زندگی مانند رژیم غذایی، ورزش و مدیریت استرس و همچنین دسترسی به مراقبت‌های بهداشتی و اقدامات پیشگیرانه است.

## امید به زندگی

مقایسه جهانی امید به زندگی مردان در مقابل زنان در کشورهای مختلف

با وجود افزایش کلی امید به زندگی در سطح جهان، امید به زندگی مردان بدون توجه به نژاد و منطقه جغرافیایی کمتر از زنان است. بر اساس گزارش سازمان جهانی بهداشت، فاصله جهانی بین امید به زندگی مردان و زنان از سال ۲۰۱۶ تقریباً ۴٫۴ سال فاصله دارد. امید به زندگی یک معیار آماری است که نشان‌دهنده میانگین تعداد سال‌هایی است که از یک فرد انتظار می‌رود بر اساس میزان مرگ و میر فعلی زندگی کند. امید به زندگی معمولاً در هنگام تولد محاسبه می‌شود و بسته به عواملی مانند جنسیت، نژاد و مکان می‌تواند متفاوت باشد. به عنوان مثال، امید به زندگی در بسیاری از کشورهای توسعه یافته بیشتر از کشورهای در حال توسعه است و امید به زندگی برای زنان به‌طور کلی بیشتر از مردان است.
با این حال، این شکاف بر اساس کشور متفاوت است، به طوری که کشورهای کم درآمد شکاف کمتری در امید به زندگی دارند. عوامل بیولوژیکی، رفتاری و اجتماعی به کاهش امید به زندگی در مردان کمک می‌کند. با این حال، اهمیت فردی هر یک از عوامل شناخته شده نیست. نگرش کلی نسبت به سلامت بر اساس جنسیت متفاوت است. به‌طور کلی مردان کمتر در جستجوی مراقبت‌های بهداشتی پیشگیرانه عمل می‌کنند و در نتیجه نتایج سلامت ضعیف تری دارند.